# Filipp Golikov
Filipp Ivánovitch Golikov (em russo:  Филипп Иванович Голиков; Borisova, 30 de julho de 1900 - Moscou, 29 de julho de 1980) foi um comandante militar soviético. Ele é mais conhecido por não levar a sério a abundante inteligência sobre os planos da Alemanha nazista para a invasão da União Soviética em junho de 1941, seja porque não acreditava neles ou porque Josef Stalin não queria ouvir a respeito. Ele foi promovido ao posto de marechal da União Soviética em 1961.

## Início de carreira
Golikov nasceu no seio de uma família camponesa em Borisova, na região de Perm. Seu pai serviu como enfermeiro-médico na guarnição em Tobolsk, e pai e filho se juntaram ao Partido Comunista em abril de 1918. Um mês depois, Golikov se alistou no Exército Vermelho como voluntário. Ele foi comissário político durante a maior parte da Guerra Civil Russa, e nos onze anos seguintes. Ele foi nomeado comandante de um regimento em 1931, e se formou na Academia Militar de Frunze em 1933. Em 1938, durante o Grande Expurgo, ele foi subitamente promovido a membro do Conselho Militar do Distrito Militar Bielorrusso, aparentemente encarregado de supervisionar o expurgo de comandantes do Exército Vermelho no distrito, incluindo o futuro herói de guerra Gueorgui Júkov, que nunca o perdoou. Mais tarde, em 1938, ele foi removido abruptamente e, em novembro de 1938, tornou-se comandante do Grupo de Exércitos Vinnitsa e, em 1939, do 6º Exército. Durante a invasão soviética da Polônia em 1939, ele foi encarregado de invadir e ocupar Lviv. Em 1940, ele serviu na Guerra de Inverno, contra a Finlândia.

## Chefe da inteligência militar
Em julho de 1940, Golikov foi nomeado chefe da Diretoria Principal de Inteligência, apesar de não ter experiência prévia em coleta de informações. Stalin sabia de seu mal preparo para o posto, e durante a 18ª conferência do partido, em fevereiro de 1941, ele disse que Golikov "como agente de inteligência é inexperiente, ingênuo: um agente de inteligência deve ser como o diabo, acreditando em ninguém, nem nele mesmo". Cinco dos antecessores de Golikov haviam sido ou estavam prestes a ser mortos; seu antecessor imediato, Ivan Proskurov, foi culpado pelo fiasco da guerra finlandesa, embora seja mais provável que ele tenha sido demitido por ter sido muito franco sobre o mau estado de preparação das forças armadas soviéticas. Golikov, portanto, tinha um poderoso incentivo para dizer a Stalin apenas o que ele queria ouvir, e Stalin se recusou a acreditar que Hitler quebraria o pacto de não-agressão que haviam negociado em 1939. Desde o início de 1941, a inteligência soviética recebia múltiplas advertências, de dentro da Alemanha e de autoridades britânicas e americanas, sobre o risco de uma invasão alemã. Em 20 de março, Golikov assinou um relatório amplamente distribuído a respeito da inteligência naquele momento, que começava com a observação: "A maioria dos relatórios de agentes sobre a possibilidade de guerra com a URSS na primavera de 1941 vem de fontes anglo-americanas, cujo objetivo é, sem dúvida, piorar as relações entre a URSS e a Alemanha". Ainda em maio, embora soubesse e dissesse a seus superiores que o número de divisões alemãs na fronteira da URSS tinha aumentado de 70 para 107, Golikov previu que as próximas operações militares da Alemanha seriam contra o Reino Unido, em Gibraltar, no norte da África e no Oriente Próximo.

## Durante a guerra
Apesar de seu histórico, Golikov foi mantido até outubro de 1941 como chefe da Diretoria Principal de Inteligência. Ele liderou uma missão a Londres, entre 8 e 13 de julho, e a Washington, em 26 de julho. Em 1942, ele comandou a Frente de Briansk, então no início da batalha de Stalingrado, e foi nomeado vice-comandante, subordinado ao general Andrei Ieremenko. Quando foi decidido transferir a sede de comando para a margem leste do Volga, Golikov recebeu ordens para permanecer na cidade. De acordo com Nikita Khrushchev, "Um olhar de terror surgiu no rosto de Golikov. [...] Eu nunca vi ninguém, soldado ou civil, em tal estado durante toda a guerra. Ele estava branco como papel e me implorou para não abandoná-lo. Ele ficava dizendo repetidamente: 'Stalingrado está condenada'". Golikov foi chamado de volta a Moscou, onde se queixou a Stalin sobre o modo como Kruschev e Ieremenko o haviam tratado. Stalin aceitou sua versão e nomeou-o comandante da Frente de Voronej em outubro de 1942. Ele liderou o contra-ataque que recapturou Voronej em 26 de janeiro de 1943, e Carcóvia em 16 de fevereiro, mas depois que Carcóvia foi retomada pelos alemães, em março de 1943, o marechal Júkov insistiu que Golikov fosse demitido. Pelo restante da guerra, até 1950, ele foi chefe da Chefe da Diretoria de Pessoal do Ministério da Defesa da URSS. Em outubro de 1944, ele também foi nomeado chefe do conselho para a repatriação de prisioneiros de guerra soviéticos.
Aleksandr Soljenítsin menciona Golikov brevemente em uma nota de rodapé, na primeira parte de seu Arquipélago Gulag, implicando-o no encarceramento em massa de ex-prisioneiros de guerra soviéticos que voltaram para casa após a Segunda Guerra Mundial. Ele escreve: "Um dos maiores criminosos de guerra, o coronel-general Golikov, ex-chefe da administração de inteligência do Exército Vermelho, foi encarregado de atrair para casa os repatriados, e engoli-los".

## Carreira posterior
Após a guerra, Golikov ocupou uma sucessão de cargos principalmente políticos, no Ministério da Defesa da URSS. Em 1946, Stalin começou a ressentir-se do prestígio acumulado pelo marechal Júkov, como arquiteto da vitória, e Golikov apresentou um caso detalhado contra o marechal em uma sessão especial do Conselho Militar, em junho. Júkov foi publicamente humilhado e relegado a um posto militar menor. Entre 1949 e 1950 Golikov contribuiu para o caso de Leningrado, o expurgo violento da liderança do partido de Leningrado, ao planejar a demissão do chefe da Administração Política Principal das Forças Armadas, Iosif Shikin. Em 1950, ele recebeu o comando de um exército mecanizado e, em 1956, foi nomeado chefe da Academia Militar de Tropas Armadas. Em janeiro de 1958, ele se beneficiou da segunda queda do marechal Júkov, ao ser nomeado chefe da Administração Política Principal das Forças Armadas, com o objetivo de assegurar que as forças armadas permanecessem sob o estrito controle do partido comunista. Ele foi demitido abruptamente em abril de 1962, oficialmente por razões de saúde, embora a verdadeira razão possa ser que ele se opôs à decisão de Khrushchev de enviar mísseis nucleares para Cuba. Posteriormente, ele foi nomeado Inspetor Geral do Ministério da Defesa da URSS.
Golikov foi enterrado no Cemitério Novodevichi.